# Мавроді Іван Васильович
Іван Васильович Мавроді (5 серпня 1911, Катаржино. — 4 квітня 1981, Одеса) — болгарський письменник в Україні. Перекладач українською мовою болгарської літератури. Після Другої світової війни комуністичний режим примусив письменника перейти на російську мову творчості.

## Біографія
Народився у найбільшому болгарському селі лівобережної Наддністрянщини — Катаржино (тепер — Знам'янка). 1935 закінчив Одеський педагогічний інститут.
Ще до вступу до інституту влився у болгарський національний рух в межах УСРР. 1934 року вже видав збірку оповідань болгарською мовою «На повний хід». Але комуністичний терор проти болгарського відродження примусив молодика замовкнути. Тільки 1941, коли сталінський СРСР був у союзних відношеннях з гітлерівської Німеччини та Болгарією, влада дала дозвіл на видання ще одного твору болгарською мовою — «Дончо Цигуларов».
Після Другої світової війни червоні шовіністи поставили Мавроді ультиматум: або переходиш на московську мову творчості, або заборона на друк. Після цього він пише винятково московською мовою, але про побут українських болгар. Також вдається до перекладів українською мовою творів болгарської класики (насамперед Павла Вежинова).
Автор роману-хроніки про болгар України «Катаржі» (книга 1 — 1978; книга 2 — 1984). Також збірка «Буджацькі повісті» (1977).